# Musical Chairs
Musical Chairs es el tercer álbum de estudio del cantante y guitarrista estadounidense Sammy Hagar, publicado en octubre de 1977 por Capitol Records. La canción "Try (Try to Fall in Love)" fue lanzada originalmente como sencillo por Ricky Nelson.

## Lista de canciones
1. "Turn Up the Music" (John Carter, Sammy Hagar) - 3:35
2. "It's Gonna Be All Right" (Hagar) - 4:11
3. "You Make Me Crazy" (Hagar) - 2:47
4. "Reckless" (Hagar) - 3:32
5. "Try (Try to Fall in Love)" (Norman Des Rosiers) - 3:11
6. "Don't Stop Me Now" (Carter, Hagar) - 3:12
7. "Straight from the Hip Kid" (Paul Travis) - 3:09
8. "Hey Boys" (Hagar) - 2:50
9. "Someone Out There" (Hagar) - 3:01
10. "Crack in the World" (Hagar) - 5:11

## Sencillos
"You Make Me Crazy" b/w "Reckless" (Capitol Estados Unidos 4502)

"You Make Me Crazy" b/w "Hey Boys" (Capitol España 006-085.367)

"You Make Me Crazy" b/w "Reckless" (Capitol Holanda 5C 006-85350)

"Turn Up the Music" b/w "Hey Boys" (Capitol 4550)

## Créditos
- Sammy Hagar: voz, guitarra
- Denny Carmassi: batería
- Bill Church: bajo
- Alan Fitzgerald: teclados
- Gary Pihl: guitarra